# República Democrática de Armenia
La República Democrática de Armenia (en armenio: Դեմոկրատական Հայաստանի Հանրապետություն, transliterado: Demokratakan Hayastani Hanrapetutyun), también conocida como la Primera República armenia, fue el primer estado moderno armenio. Surgió en 1918, con el colapso del Imperio ruso tras la Revolución rusa de 1917 y luego de que la República Federativa Democrática Transcaucásica se disolviera, dio una oportunidad a la Federación Revolucionaria Armenia para la creación de la nueva república, dirigida por los 103 delegados de un total 203 del ex reino de los Romanov. La nueva República limitaba con la República Democrática de Georgia al norte, con la República Democrática de Azerbaiyán al este, el Imperio persa al sur, y el Imperio otomano (en plena partición) al oeste. Eventualmente, la nación estuvo en guerra con todos sus vecinos, excepto Persia, producto de conflictos limítrofes. Estos conflictos significaron la pérdida del 50 % de su territorio inicial. La Primera República armenia dejó de existir en noviembre de 1920, cuando Azerbaiyán, controlada por los bolcheviques, la invadió. Existió un Proyecto conjunto entre Georgia y Armenia llamado Reino del Caucaso
En 1918, la nueva república se enfrentó al Imperio otomano en la Primera Guerra Mundial durante la campaña del Cáucaso, que terminó con el Tratado de Batum. Este tratado fue el primer acuerdo internacional de la República Democratíca de Armenia, firmado en el mismo día de la declaración internacional de la república. Con la derrota del Imperio otomano al final de la Primera Guerra Mundial, los Estados Unidos y Woodrow Wilson propusieron en la Conferencia de Paz de París de ampliar las fronteras de la República Democrática de Armenia a fin de incluir las regiones de la Armenia histórica, este nuevo territorio, también fue conocido como Armenia Wilsoniana, fue ratificado por el Tratado de Sèvres. Sin embargo, este tratado nunca se puso en práctica y el destino de los territorios se determinó por el Tratado de Alexandropol, después el Tratado de Kars y, finalmente, el Tratado de Lausana.
En 1920, la República Democrática de Armenia administraba una zona que abarcaba la mayor parte de la actual Armenia, la Provincia de Kars, los distritos de Ardahan, Iğdır, Çıldır y Göle, en tanto que las regiones de Nakhchivan, Nagorno-Karabaj, Zangezur (hoy provincia armenia de Syunik), y Qazakh que estaban en disputa y lucha con Azerbaiyán. La región de Olti (administrado brevemente por Georgia en 1920) también fue reivindicada por la República Democrática de Armenia. La mayoría de la zona de Armenia se disputó a Lorri, también administrado por Georgia. El ejército armenio logró el control de todas estas regiones a excepción de Karabaj que estaba bajo control temporal de Armenia, aunque Azerbaiyán seguía haciendo valer sus pretensiones sobre la zona.
El nuevo estado enfrentó serios problemas internos y externos. Tras el colapso del nuevo estado independiente armenio, el Ejército Rojo invadió e incorporó la República Democrática de Armenia a la República Federativa Democrática Transcaucásica.
En 1922, Iósif Stalin, comisario de las naciones de la Unión Soviética, cedió Nagorno-Karabaj a Azerbaiyán como un óblast autónomo. Las áreas de Qazakh y el corredor Artsvashen fueron finalmente cedidas a Azerbaiyán en 1931. Sin embargo Armenia recibió Lorri de Georgia en compensación ese mismo año. Con la disolución de la República Federativa Democrática Transcaucásica en 1936, Armenia con sus actuales fronteras proclamó la República Socialista Soviética de Armenia.

## Primera Guerra Mundial

### Antecedentes de la República y su establecimiento
Las visiones de la liberación florecieron con la ofensiva de Rusia de 1916 y la posterior ocupación de la mitad oriental de Anatolia - o Armenia occidental, incluyendo la mayoría de las provincias de Van, Bitlis, y Erzurum, y de las regiones costeras del Mar Negro (Trebisonda). Estas visiones de liberación de Armenia establecioeron la idea de independizarse del dominio del Imperio otomano con ayuda de los rusos, esta idea fue el principal motivo de que los armenios en estas provincias ayudaran al ejército ruso. Tan pronto como el ejército imperial llegó a sus metas, y con el fin de evitar un reagrupamiento de los armenios y la emigración hacia territorios rusos en el Cáucaso, los regimientos de voluntarios armenios que habían participado en estas ofensivas fueron liberados de sus formaciones. Suprimida, los armenios regresaron a su tierra natal, recién liberados del dominio del Imperio otomano. Sin embargo, el resto de los armenios en el Cáucaso se enfrentaba a la censura de Rusia y la tiranía.
Los armenios habían aprendido la lógica de todas estas actividades después de la revolución bolchevique de 1917. El régimen zarista había firmado tratados secretos con la Triple Entente sobre la partición del Imperio otomano al finalizar la guerra. Si bien el régimen zarista estaba dando su consentimiento a la división del Medio Oriente, Anatolia occidental, y Cilicia, también quería sustituir a la población local de musulmanes residentes en el norte de Anatolia (Teniendo la línea del frente en 1916 como guía) y Estambul con colonos cosacos que eran más fiables. La meseta armenia nunca tuvo la intención de que sea parte de Armenia. Estos documentos fueron hechos públicos entre febrero y marzo tras el triunfo de la Revolución de 1917 para ganar el apoyo de los armenios. Por esta razón el pueblo armenio celebró el final de la dinastía Romanov.
Después de una serie de Gobierno Provisional Ruso, los armenios habían aprendido más, en concreto, que el gran duque Nicolás junto con la Comisión Especial de Transcaucasia (особый Закавказский Комитет (ОЗАКОМ), osobyy Zakavkazskiy Komitet (OZAKOM)), el comité de la República Federativa Democrática de Transcaucasia, con su promesa de ayudar a los armenios a regresar a su patria desde los campos de refugiados del Cáucaso quedó congelado. Los miles de personas que habían regresado a sus lugares de origen con sus propios recursos descubrieron que los soldados rusos abandonaron sus puestos y tenía su propio regreso a su lugar de origen.
La Federación no fue capaz de formar un frente único ante el avance del Imperio otomano, que se había dado cuenta de la nueva debilidad rusa en la región. El 26 de mayo, los georgianos se retiraron de la Federación, considerando que podrían establecer fronteras más favorables mediante la mediación alemana. Los mencheviques armenios continuaron luchando con los otomanos, pero los azeríes se retiraron, ya que el partido dominante en Azerbaiyán, el Musavat simpatizaba con los turcos.
Esta es la primera vez que se reconoció que los armenios tienen que construir su propio gobierno y sistema de control. El lema bolchevique de la época "paz sin anexiones y las indemnizaciones" se convierta en "la tierra, la paz, y pan". Los armenios de Rusia en el marco del control habían ideado el congreso nacional en octubre de 1917. Esta convención celebrada en Tiflis, reunió a los 203 delegados del ex reino de los Romanov, finalizando en septiembre de 1917, incluyendo 103 miembros pertenecientes a la Federación Revolucionaria Armenia.

## Primer Gobierno
La República Democrática de Armenia tuvo cuatro primeros ministros, durante su corta existencia como estado, de los cuales todos pertenecían a la Federación Revolucionaria Armenia. Hovhannes Kajaznuni fue el primero de estos mandatarios. Aram Manougian fue nombrado primer ministro del Interior y creó la policía armenia en 1918, en el cargo de Ministerio del Interior, la policía era parte integrante. Además de hacer cumplir la ley y el orden, el Ministerio del Interior fue también responsable de las comunicaciones como el telégrafo, el ferrocarril, y el sistema de escuelas públicas. El Parlamento de Armenia aprobó una ley sobre la policía el 21 de abril de 1920, especificando su estructura, jurisdicción, competencias y responsabilidad.
Durante el primer año de la nueva república, los armenios de Anatolia emigraron a lugares más seguros. Las carreteras fueron obstruidas con refugiados. Más al sureste, en Van, los armenios resistieron al ejército turco hasta abril de 1918, pero con el tiempo se vieron obligados a evacuar y retirarse a Persia. Cuando los azeríes se unieron con los otomanos, se apoderaron de las líneas de comunicación, aislando al Consejo Nacional Armenio en Bakú y Ereván del Consejo Nacional en Tiflis.

### Campaña del Cáucaso
Mientras tanto, el gobierno central del Imperio otomano, Ittihad (Unionista), trató de ganar la amistad de los bolcheviques. El tratado de amistad ruso-otomano firmado el 1 de enero de 1918, ayudó a Vehib Pasha a atacar a la República de Armenia. El general Tovmas Nazarbekian fue el comandante en el frente del Cáucaso y Andranik Toros Ozanian tomó el mando de Armenia dentro del Imperio otomano. Bajo fuerte presión de las fuerzas combinadas del ejército otomano y las milicias irregulares kurdas, la República fue forzada a retirarse de Erzurum a Erzincan. Van fue abandonada también en 1918 y cientos de miles de armenios siguieron a la retirada de las tropas. Vehib Pasha también ocupó Trabzon, donde los rusos habían dejado enormes cantidades de suministros.
Después de haberse reactivado el Frente del Cáucaso de la I Guerra Mundial, los armenios se enfrentaron solos a los ejércitos otomanos, siendo derrotados. El 4 de junio de 1918, Armenia firmó el Tratado de Batum, su primer tratado internacional, con los ejércitos turcos a menos de 7 km de la capital. Armenia hizo grandes concesiones de territorio ante Turquía, conservando sólo 12 mil km². El embajador alemán en Turquía, el Conde Bernsdorf, habría comentado que los turcos habían dejado el lago Sevan a los armenios para nadar, pero no les dejaron espacio para secarse. Dichas pérdidas no fueron reconocidas por el general armenio Andranik Ozanian que, junto a sus fuerzas, permaneció en la región de Karabaj y Zangezur, donde continuó luchando contra los turcos.

### Guerra georgiano-armenia
Entre el 7 de diciembre y el 31 de diciembre de 1918, Georgia y Armenia inician una pequeña guerra conocida como la guerra georgiano-armenia, por el control de las provincias de Ardahan, Ahalkalaki y Lorri. El Reino Unido intervino, forzando un acuerdo entre las partes, creando una administración mutua sobre Lorri que duró hasta finales de 1920 gran parte de población era de origen armenio, junto con algunas otras nacionalidades vecinas, fue reivindicada por los dos países, pero fue ocupado por los otomanos después de la evacuación de Georgia de la zona. Los combates continuaron con menos éxito durante dos semanas. A pesar del éxito inicial, la ofensiva armenia bajo Drastamat Kanayan finalmente fue detenida, finalizando la guerra con la mediación británica que establecía una administración civil armenio-georgiana en la "zona neutral de Lorri".

## Los armenios en la Conferencia de Paz de París (1919)

Símbolo armenio adoptado el 19 de abril de 1922

Frente al caos de los armenios occidentales (es decir, los armenios dentro del Imperio otomano), el Gobierno de Armenia proclama el Acta de Unión y la independencia de los territorios de Armenia ubicados en el sur del Cáucaso y en el Imperio otomano (18 de mayo de 1919). Esta proclamación, que la República Democrática de Armenia no está en condiciones de aplicar, seguirá siendo letra muerta y seguirá contribuyendo a exacerbar el nacionalismo turco (véase más adelante). Además, para los aliados, Alemania seguía siendo la principal fuente de preocupación, y no podían ponerse de acuerdo sobre el destino del Imperio otomano. Francia e Inglaterra, agotadas tras la guerra, no tenían medios militares para actuar en cualquier parte del mundo y la suerte de Armenia no era una de sus prioridades. Sólo Gran Bretaña envió tropas a Transcaucasia, para proteger sus colonias en Asia.

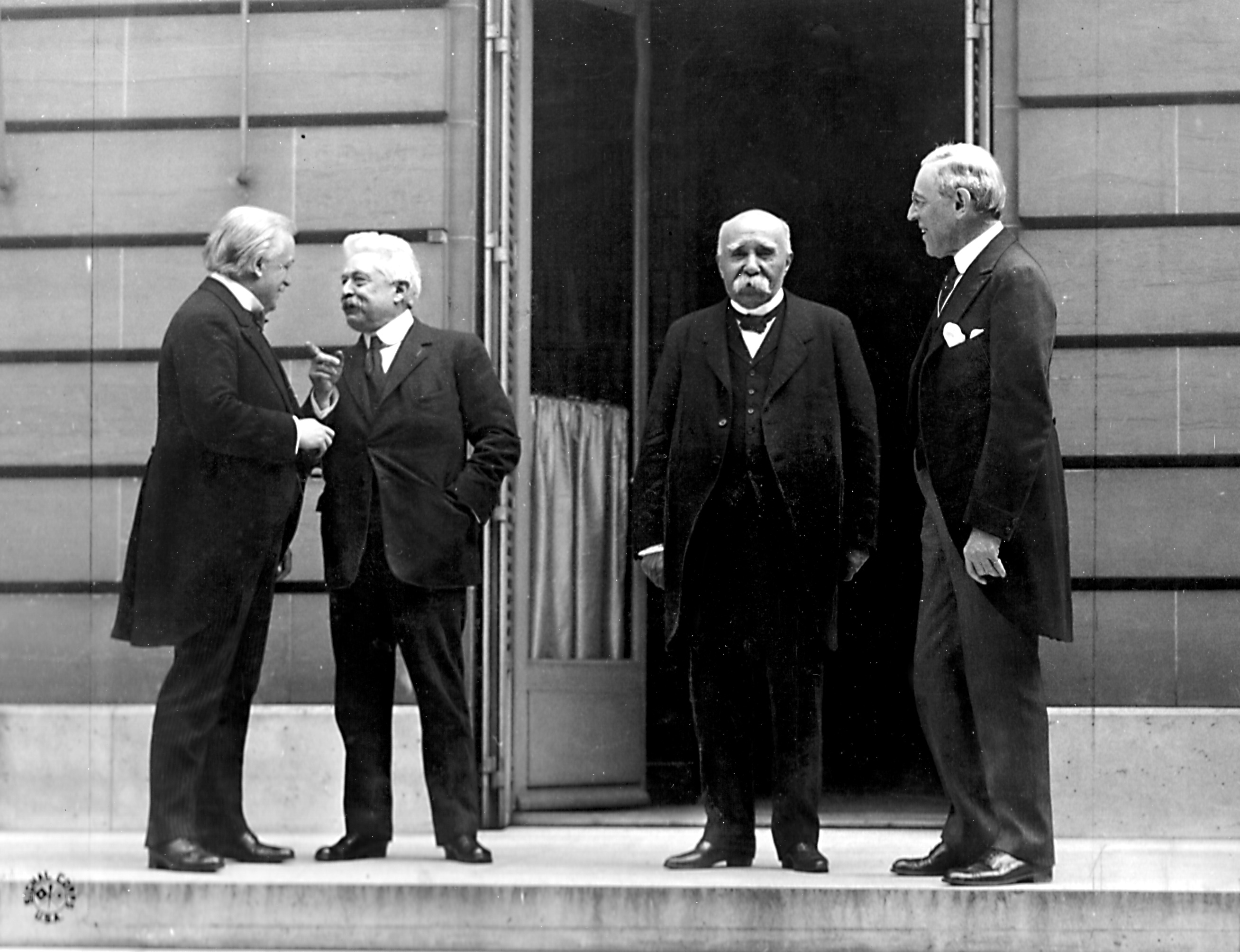
Consejo de los Cuatro.

Durante el año 1919, dos comisiones aliadas investigaron como influir en el destino de Armenia. En la primavera de 1919, el Consejo de los cuatro (Lloyd George, Georges Clemenceau, Woodrow Wilson y Vittorio Orlando) decide enviar a Oriente Medio un comité para formarse una opinión sobre la situación en la región. La comisión King-Crane (el nombre de los dos estadounidenses que corren), que no se ocupa específicamente de Armenia y no informó de las conclusiones, sin embargo, también apoyó la creación de un Estado armenio incluidos los vilayets orientales del Imperio otomano, pero no Cilicia. La Comisión Harbord (el nombre de su presidente), es enviada al Oriente Medio por el presidente Wilson durante el verano de 1919 para estudiar la viabilidad de un mandato estadounidense en Turquía y Armenia. En sus conclusiones la comisión sesionó simplemente para alinear los pros y los contras. Entre ellos señaló la carga financiera que el mandato tendría de representar a los Estados Unidos. El informe de la Comisión desempeñará un papel negativo cuando el Senado tendrá que decidir sobre la cuestión del mandato.
Después de la firma del Tratado de Versalles (28 de junio de 1919), los jefes de Estado aliados, sin solucionar la cuestión del Imperio otomano resolvieron: Si bien la política aislacionista de los Estados Unidos - a pesar de Presidente Wilson apoyó un mandato en Armenia a cargo de los Estados Unidos de América - los aliados europeos continuaron sus labores en las conferencias de Londres y San Remo (febrero-abril de 1920). Estos aplazamientos serían fatales para la República Democrática de Armenia, cuyos enemigos tienen la oportunidad de invadir sus territorios.

### Tratado de Sèvres

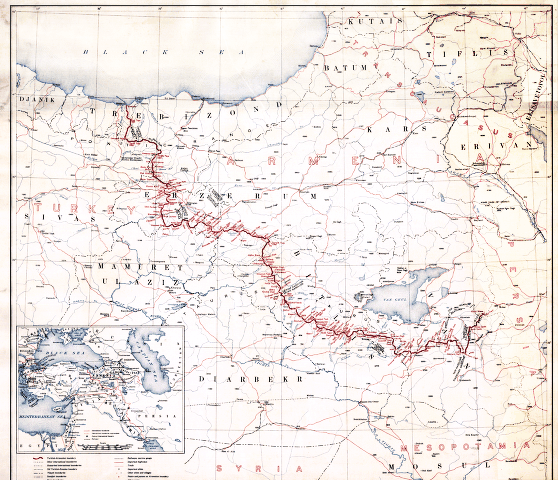
El proyecto del Estado Armenio creado por el Tratado de Sèvres.

El tratado fue firmado el 10 de agosto de 1920 entre las Potencias Aliadas y el Imperio otomano en Sèvres, Francia. El tratado tenía una cláusula Armenia. Hizo a todas las partes que firmaron el tratado de reconocer Armenia como un Estado libre e independiente. Las fronteras de la República, señaladas en el tratado reflejaban el esfuerzo de los armenios en derrotar al Imperio otomano en la Campaña del Cáucaso. Este tratado fue firmado por el Gobierno Otomano, pero el Sultán Mehmed VI nunca firmó el tratado, por lo tanto, el tratado nunca entró en vigor. Los revolucionarios de turcos comenzaron un Movimiento Nacional turco que, a su vez se enfrentaba a la nueva República.

## Después de la Primera Guerra Mundial
El avance del Imperio otomano contra la nueva República terminó con el Tratado de Batum. Este tratado no dio ninguna libertad para el gobierno de Hovhannes Kajaznuni. El Imperio otomano firmó el Armisticio de Mudros el 30 de octubre de 1918.
Con el Armisticio de Mudros, las fuerzas británicas desembarcaron en Batum y Bakú ocupando la línea ferroviaria de la Transcaucasia. El nuevo estado encontró una solución al problema otomano con la ayuda de las fuerzas británicas después del armisticio. Los ejércitos otomanos abandonaron Transcaucasia, incluyendo los distritos de Bakú, Elizavétpol, Tiflis, Batum y Ereván. A principios de 1919 los otomanos se retiraron de nuevo de Kars y Ardahan. Esto dio la oportunidad a la República Democrática de Armenia de triplicar su tamaño.
Con la participación de las fuerzas británicas la Federación Revolucionaria Armenia se enfrentó con los bolcheviques. El 26 de julio de 1918, los bolcheviques eran claramente una minoría en el Bakú soviético y se vieron obligados a abandonar el poder. Se formó un nuevo gobierno, conocido como Dictadura del Caspio Central (Diktatura Tsentrokaspiya) con la representación de Armenia y las fuerzas británicas del general Thompson que ocuparon Bakú el mismo día. El Comisario de Bakú Stepan Shahumyan fue ejecutado por las tropas británicas en septiembre de 1918. Si bien el problema se estaba desarrollando en Bakú, la República Suroccidental del Cáucaso que era un nuevo estado dirigido por Fakhr al-Din Pirioghlu y con capital en Kars. Su territorio incluía las regiones de Kars y Batum, partes del distrito de Ereván de la provincia del mismo nombre, y los distritos de Ajalkalaki y Akhaltsikhe de la provincia de Tiflis. Existía un gobernador general británico creado durante la intervención de la Entente en Transcaucasia. Fue abolido por el almirante británico Somerset Gough-Calthorpe y la región fue asignada a la República Democrática de Armenia.

### Establecimiento del orden
Durante el año 1919, los dirigentes de la República tuvieron que hacer frente a tres problemas: uno nacional, otro regional y otro internacional. El Congreso armenio de los armenios orientales que se tomó el control en 1918 y se vino abajo en junio de 1919, las primeras elecciones nacionales se celebraron. El establecimiento de la ley es un problema: la mayoría de los armenios se habían organizado la estructura de su patria, sin embargo, es innegable que varios grupos étnicos que se habían asentado durante muchos siglos en estas tierras entre las más importantes los kurdos y los azeríes.
Durante la década de 1920, que se inició en el bajo el gobierno del primer ministro Hovannes Kachaznuni, los armenios del antiguo Imperio ruso y Estados Unidos desarrollaron un sistema judicial. Enero de 1919 fue un mes importante, ya que se fundó la primera universidad del país.

### Problema de los refugiados
También existía un problema de asentamiento armenio que trajo conflictos con los demás grupos étnicos residentes. En total, había 300 000 refugiados impacientes y resentidos que escaparon del Imperio otomano, que eran responsabilidad del gobierno, lo que resultó insalvable para la cuestión humanitaria.
El segundo invierno después de la declaración del estado, el gobierno de invierno de Hovhannes Kachaznuni ha llegado cara a cara con una realidad más aleccionador. El recién formado gobierno fue responsable de más de medio millón de refugiados armenios en el Cáucaso. El 393 700 refugiados bajo su jurisdicción como sigue:
| Distrito             | Ereván | Ashtarak | Akhta-Elenovka | Bash-Grani | Novo-Bayazit | Daralagiaz | Bash-Abaran | Etchmiadzin | Karakilisa | Dilijan |
| Número de refugiados | 75 000 | 30 000   | 22 000         | 15 000     | 38 000       | 36 000     | 35 000      | 70 000      | 16 000     | 13 000  |

Fue un largo y duro invierno. Los hogares carecían de alimentos, ropa y medicinas. Muchos de los que sobrevivieron a la exposición y al hambre, sucumbieron ante las enfermedades que asolaban (nota: pandemia de la gripe de 1918). El tifus fue también una de las principales enfermedades, debido a su efecto sobre los niños.
Las condiciones en las regiones periféricas, y no necesariamente consistentes de los refugiados, no eran nada mejor, hambre generalizada en Persia. La estructura del gobierno otomano y del ejército ruso que ya se había retirado de la región. El gobierno armenio no tenía tiempo, ni recursos, para reconstruir la infraestructura. En un informe a principios de 1919 se señaló que la población había sido diezmada: 65% de la población de Sardarapat, el 40 % de la población de ocho aldeas cerca de Etchmiadzin, el 25 % de la población de Ashtarak.
En la primavera de 1919, las epidemias de tifus siguieron su curso, el clima mejoró y los americanos enviaron trigo que llegó a Batum y el ejército británico transportó ayuda a Ereván. Sin embargo, algunos de los 150 000 refugiados habían perecido. (Vratsian, Hanrapetium poner esta cifra en alrededor de 180 000) que era casi el 20 % de la población de toda la naciente República.

### Guerra turco-armenia
En este punto, los revolucionarios turcos afirmaron que los turcos musulmanes que vivían dentro de República Democrática de Armenia eran oprimidos y maltratados por los armenios. El 20 de septiembre de 1920, el general turco Kazım Karabekir movilizó sus fuerzas hacía la Armenia Wilsoniana, cerca de la frontera entre Armenia y Turquía establecida por el Tratado de Sèvres. En respuesta, la República Democrática de Armenia declaró la guerra a Turquía el 24 de septiembre, comenzando así la guerra. En las regiones de Olti, Sarikamis, Kars y Alexandropololis las fuerzas armenias se enfrentaron contra los turcos comandados por el general Kazım Karabekir. Mustafa Kemal Atatürk envió varias delegaciones a Moscú en busca de una alianza. Esto resultó desastroso para los armenios.

### Final de la República, 1920

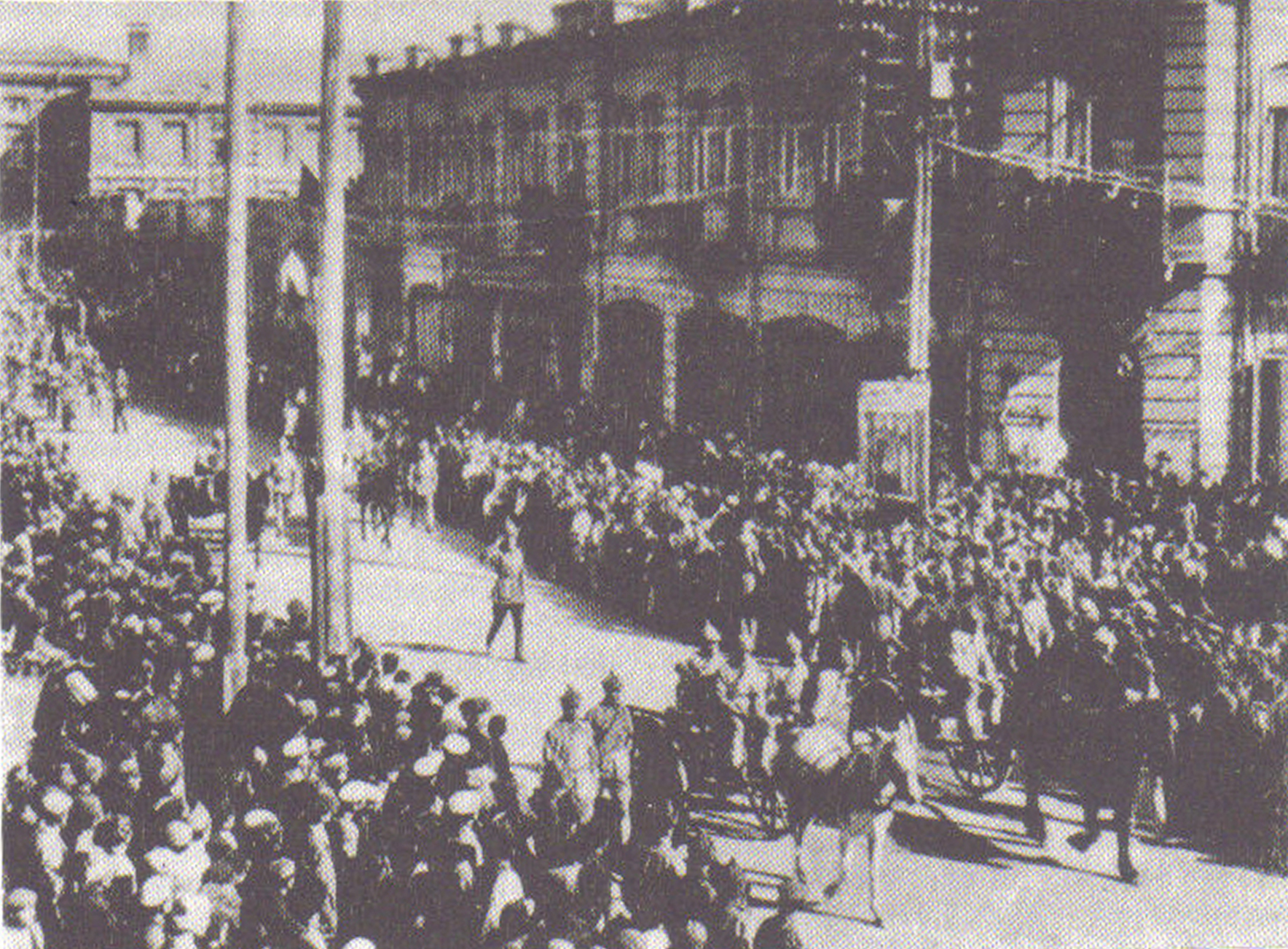
El 11.º Ejército Rojo soviético entra en Ereván en 1920, dando por finalizada la autonomía de Armenia.

Armenia entregó a los soviéticos el poder a finales de 1920. En septiembre de 1920, los revolucionarios turcos se trasladaron a la capital. En primer lugar se llegó a la conclusión de un armisticio, el 18 de noviembre y, a continuación, un completo tratado de paz (el Tratado de Alexandropol) el 2 y 3 de diciembre de 1920.
Durante ese tiempo, el 11.º Ejército Rojo soviético comenzó la ocupación el 29 de noviembre de 1920. La transferencia del poder real se llevó a cabo el 2 de diciembre en Ereván. Armenia aprobó un ultimátum de liderazgo que le fue presentado por el plenipotenciario soviético Boris Legran, que era uno de los principales diplomáticos de la URSS en el Cáucaso en ese momento. Armenia decidido sumarse a la esfera soviética, mientras que la URSS firmó un acuerdo para proteger el resto del territorio ante el avance de Ejército turco. Los soviéticos también se comprometieron a tomar medidas para reconstruir el ejército, dar protección a los armenios, no perseguir a los armenios no comunistas, etc.
Cuando el 4 de diciembre de 1920, el Ejército Rojo entró en Ereván, el Gobierno de la República de Armenia dejó de funcionar eficazmente. El 5 de diciembre, el Comité Revolucionario Armenio (Revkom; formado en su mayoría por armenios de Azerbaiyán) también entró en la ciudad. Por último, el día siguiente, el 6 de diciembre Felix Dzerzhinski, fundador y jefe de la Cheka, entró en Ereván, poniendo fin así a la existencia de la República Democrática de Armenia. Ahora, lo que quedaba de Armenia se encontraba bajo el control de un gobierno comunista. La parte ocupada por Turquía sigue quedando bajo su poder por el posterior Tratado de Kars. Pronto, la República Socialista Soviética de Armenia se proclamó, bajo la dirección de Aleksándr Miasnikián. Es que se han de incluir en la recién creada la República Federal Socialista Soviética de Transcaucasia.
El tratado de Kars, firmado el 23 de octubre de 1921, ratificó las pérdidas armenias durante las guerras. En 1931, la RSS de Georgia cedió a la RSS de Armenia la región de Lorri, y de esta manera se establecieron las actuales fronteras de Armenia.